# Doane Robinson
Jonah LeRoy "Doane" Robinson (19 octobre 1856 - 27 novembre 1946) était un historien américain de l'État du Dakota du Sud qui lança l'idée de la réalisation du mémorial national du Mont Rushmore.

## Début
Robinson est né à Sparta dans le Wisconsin. Sa sœur ne savant pas prononcer son nom, elle l'appelait Doane. Robinson devient ensuite fermier dans l'État du Minnesota mais devient vite un avocat. S'intéressant plus tard à l'histoire, il reçut le titre d'historien de l'État du Dakota du Sud

## Mont Rushmore
Après avoir lu des informations sur l'œuvre de Stone Mountain, Robinson eut tout de suite l'idée de réaliser une sculpture du même ordre sur les monts Needles qui sont en granite. Il espérait ainsi faire venir des touristes dans la région. Sans succès dans son approche de soutien auprès de Lorado Taft, il trouva un bon interlocuteur du nom de Gutzon Borglum. 
Robinson commença à lever des fonds pour réaliser le projet et à trouver les autorisations nécessaires. Beaucoup de personnes, dont les indiens, n'appréciaient pas l'idée car les montagnes étaient sacrées pour eux. Borglum décida qu'il fallait réaliser l'œuvre au Mont Rushmore car la roche était mieux adaptée aux travaux.
En 1929, le président Calvin Coolidge signa le décret permettant le début des travaux et donnant la somme nécessaire pour payer le projet. Une commission pour la surveillance du projet fut également ouverte mais Doane n'en fit pas partie, ce qui le désola beaucoup.
Après sa retraite en tant qu'historien, il retourna à la ferme tout en scrutant l'évolution des travaux. Il mourra en 1946 à
Pierre (Dakota du Sud).

## Publications
- History of South Dakota
- A History of the Dakota or Sioux Indians from their earliest traditions and first contact with white men to the final settlement of the last of them upon reservations and consequent abandonment of the old tribal life
- A Brief History of South Dakota
- Doane Robinson's Encyclopedia of South Dakota